# Hautaget
Hautaget (okzitanisch: Hauthaget) ist eine französische Gemeinde mit 60 Einwohnern (Stand: 1. Januar 2022) im Département Hautes-Pyrénées in der Region Okzitanien; sie gehört zum Arrondissement Bagnères-de-Bigorre und zum Gemeindeverband Neste Barousse. Die Einwohner werden Hautagettois genannt.

## Geografie
Die Gemeinde Hautaget liegt in den Ausläufern der Pyrenäen zwischen den Landschaften Comminges und Plateau von Lannemezan, zehn Kilometer südwestlich von Lannemezan und rund 40 Kilometer südöstlich der Stadt Tarbes. Im Norden reicht das 1,35 km² große Gemeindegebiet bis auf wenige Meter an den Fluss Neste heran. Die Gemeinde hat keinen gewachsenen Ortskern und besteht aus den drei Dörfern Cazenave (560 m), Les Touas (570 m) und Sempé (565 m) sowie mehreren Einzelhöfen. Etwa im Zentrum der Gemeinde stehen Kirche, Friedhof und Mairie auf einem Bergrücken auf 575 m isoliert von den gewachsenen Dorfstrukturen. In der Gemeinde finden sich Wiesen, Äcker und Gehölze in stetigem Wechsel, im Norden gibt es ein etwas größeres Waldgebiet. Umgeben wird Hautaget von den Nachbargemeinden Anères im Norden, Nestier im Osten, Bize im Süden, Montsérié im Südwesten sowie Bizous im Westen.

## Ortsname
Aus den Jahren 1790 und 1801 sind die Schreibweisen Hotaget und Hautiget überliefert. Auf einer Cassini-Karte des späten 18. Jahrhunderts ist bereits von Hautaget die Rede.
Der Name kommt aus dem Gaskognischen (haut=hoch) und haget steht für Buche. Als Ursprung können die lateinischen Begriffe altus (= hoch) und fagetum (= Buche) angesehen werden.

## Bevölkerungsentwicklung
| Jahr      | 1962 | 1968 | 1975 | 1982 | 1990 | 1999 | 2011 | 2021 |
| Einwohner | 68   | 59   | 55   | 43   | 30   | 31   | 50   | 58   |

Im Jahr 1846 wurde mit 159 Bewohnern die bisher höchste Einwohnerzahl ermittelt. Die Zahlen basieren auf den Daten von cassini.ehess und INSEE.

## Sehenswürdigkeiten
- Kirche Saint-Vincent aus dem 19. Jahrhundert mit einer Statue der Jungfrau und des Kindes
- „Montjoie“ (Berg der Freude) genannte Replik der gleichnamigen Kreuzfahrerburg nördlich von Jerusalem, 300 Meter südlich der Kirche
- Kapelle Notre-Dame-de-Lourdes im Dorf Les Touas, erbaut Ende des 19. Jahrhunderts
- Flurkreuz im Dorf Cazenave

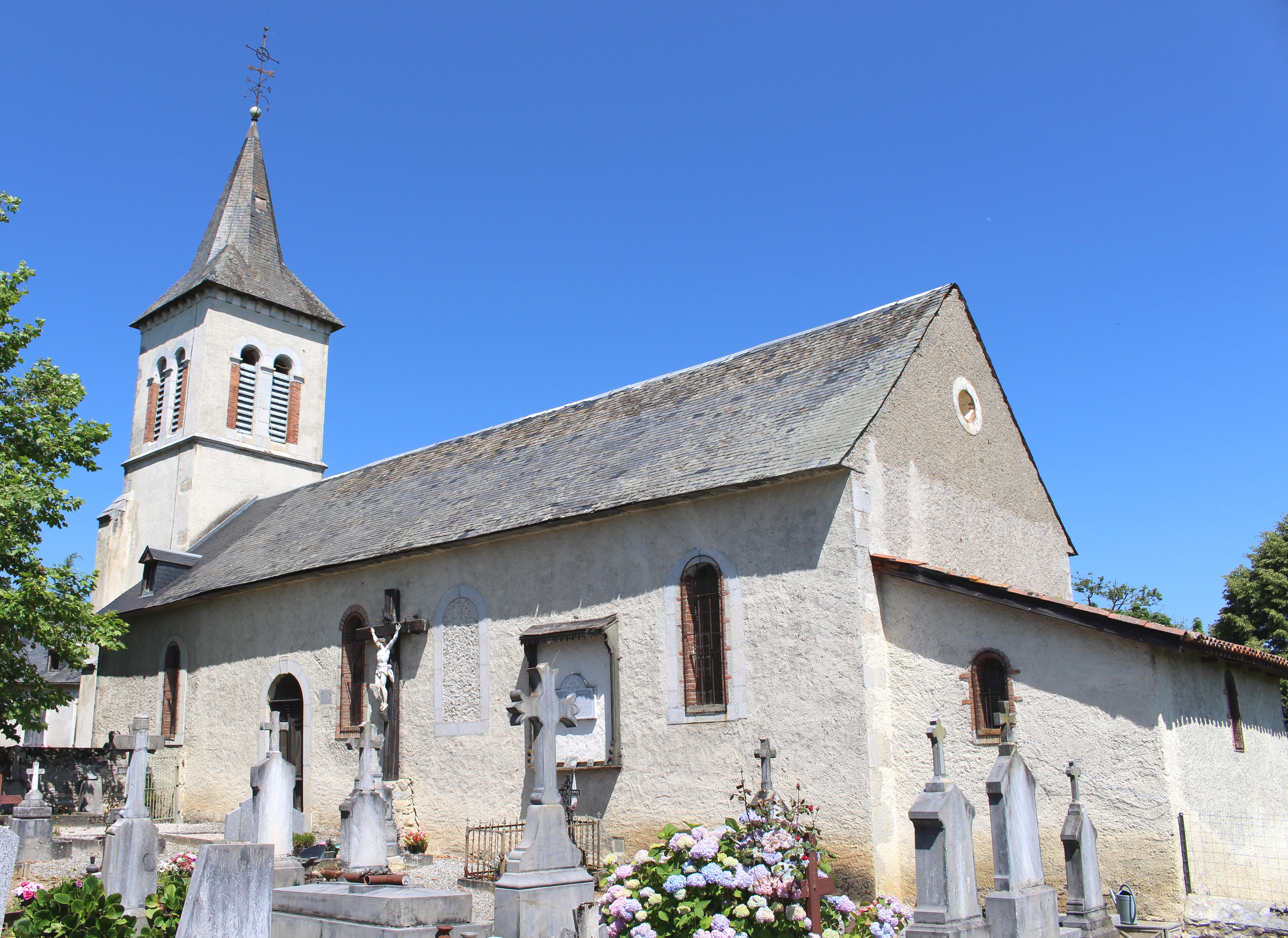
Kirche Saint-Vincent
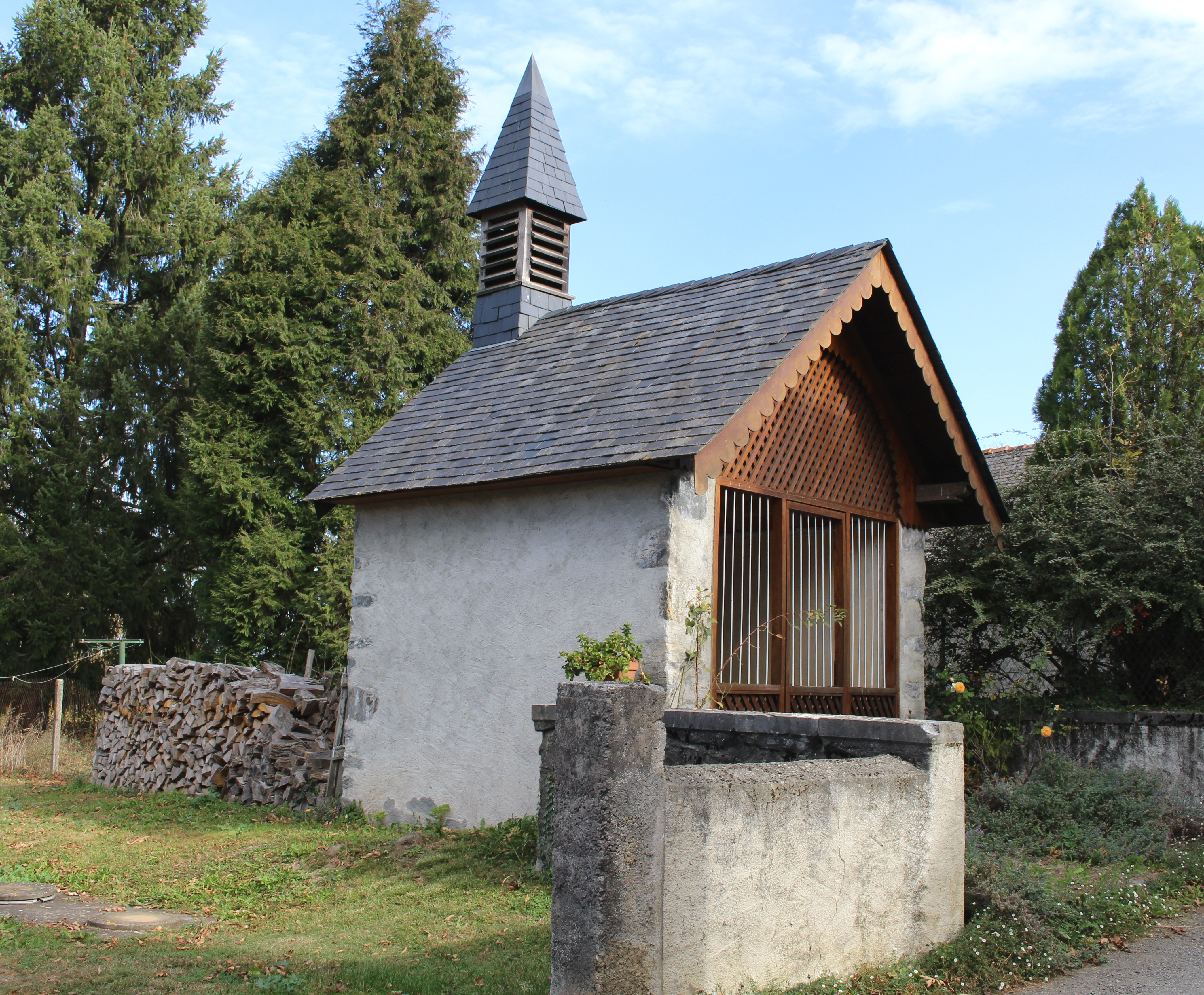
Kapelle Notre-Dame-de-Lourdes

## Wirtschaft und Infrastruktur
Hautaget ist eine von der Landwirtschaft geprägte Gemeinde, in der vier Landwirte ansässig sind, die hauptsächlich Rinderzucht betreiben.
Von Hautaget aus bestehen Straßenverbindungen nach Montsérié, Nestier und Bize. Im zehn Kilometer entfernten Lannemezan gibt es einen Anschluss an die Autoroute A 64. Der Bahnhof Lannemezan liegt an der Bahnstrecke Toulouse–Bayonne.

## Belege
1. ↑  M. Grosclaude und J.F. Le Nail: Dictionnaire toponymique des communes des Hautes-Pyrénées, 2000
2. ↑  Ortsname auf cassini.ehess.fr
3. ↑  Hautaget auf cassini.ehess
4. ↑  Hautaget auf INSEE
5. ↑  Landwirtschaftsbetriebe auf annuaire-mairie.fr (französisch)